# Новые Водники (Пермь)
Новые Водники — микрорайон в Перми.

## География
Микрорайон Новые Водники расположен в Кировском районе в правобережной части Перми. Занимает территорию от железной дороги (что идёт между станциями Курья и Химград), до улицы Капитана Пирожкова. Юго-западная граница микрорайона проходит по улице 5-й Каховской, а северо-восточная по границе лесного массива, в котором расположен так называемый Нижнекурьинский некрополь. Является частью более крупного микрорайона Водники.  

## История
Интенсивная застройка микрорайона началась в середине 1980-х годов, когда здесь началось строительство домов для работников предприятий Закамска. В этот период улица Адмирала Ушакова была продлена до соединения с продолжением улицы Маршала Рыбалко (Закамск) и тем самым было обеспечено сквозное движение от Закамска до улицы Калинина по новому направлению. Изначально микрорайон проектировался как спальный микрорайон Закамска, таким он остаётся и ныне.

## Транспортное сообщение
- По центральной улице микрорайона Адмирала Ушакова курсируют магистральные автобусные маршруты № 15, 20 и 64, которые связывают Кировский район с левобережной частью Перми. Кроме того, там же курсирует внутрирайонный маршрут № 39.

## Улицы
Основная улицы микрорайона – Адмирала Ушакова. Параллельно ей располагаются от железной дороги к Каме: Сумская, Сокольская и Волгодонская, а перпендикулярно (не считая переулков) пять Каховских улиц (с 1-й по 5-й), Капитанская и Каляева. 

## Образование
В микрорайоне расположена Средняя школа № 83, на территории которой расположены бассейн и стадион. Также работает отделение № 2 ГКУСО ПЦ «Центр помощи детям, оставшимся без попечения родителей».
Кроме того, в микрорайоне действует корпусы № 1 и 3 детского сада «IT Мир».

## Достопримечательности
Имеются немногочисленные малые архитектурные формы дворов микрорайона. Доживает последние годы небольшой квартал деревянных домов между микрорайоном и Нижнекурьинским некрополем с интересным названием «Куба».